# Aunty's Romance
Aunty's Romance è un cortometraggio muto del 1912 diretto da George D. Baker. La storia è interpretata da Florence Turner e Maurice Costello che firma anche la sceneggiatura tratta dal lavoro teatrale di Hanson Durham.

## Produzione
Il film fu prodotto dalla Vitagraph Company of America.

## Distribuzione
Distribuito dalla General Film Company, il film - un cortometraggio in una bobina  - uscì nelle sale cinematografiche statunitensi il 13 luglio 1912.